# Versicherheitlichung
Versicherheitlichung (englisch securitization, manchmal auch Sekurisation genannt) ist ein Konzept in der politikwissenschaftlichen Teildisziplin Internationale Beziehungen. Der Begriff beschreibt, dass ein Sachverhalt als Sicherheitsproblem wahrgenommen oder zu einem gemacht wird. Dieses „Auf-die-Sicherheitsagenda-Setzen“ kann mit dem Ziel verfolgt werden, einen größeren Handlungsspielraum bei der Bearbeitung dieses Sachverhalts zu erlangen und weiterreichende Maßnahmen politisch durchsetzen zu können.
Das Konzept wurde von Barry Buzan, Ole Wæver und Jaap de Wilde – Vertretern der Copenhagen School of Security Studies – in ihrem Buch Security: A New Framework for Analysis (1998) geprägt.
Die Wahrnehmung von Sicherheit oder Gefahr und Bedrohung bleibt dabei in einen Kontext gebunden, der von immateriellen, idealistischen oder subjektiven Faktoren beeinflusst wird. Erfolgreiche Versicherheitlichungen müssen vom relevanten Publikum akzeptiert werden, ansonsten bleibt es beim Versuch der Versicherheitlichung.
Buzan und Wæver sowie diverse andere Autoren sehen Versicherheitlichung von einer normativen Perspektive aus als negativ an, da sie zum Brechen etablierter politischer Regeln, etwa der Aushandlung und demokratischen Mitbestimmung, führen können.

## Bereiche der Versicherheitlichung
In ihrem Buch nennen Buzan, Weaver, de Wilde fünf Sektoren, in denen
Aspekte der Versicherheitlichung, deren Praktikabilität und politische und gesellschaftliche Auswirkung diskutiert werden. Dabei wird auch die Frage gestellt, inwieweit Sicherheitsaspekte, bzw. der Vorgang der Versicherheitlichung für politisches oder militärisches Handeln instrumentalisiert werden könnten.
Militär
Diskutiert werden Gründe und Risiken in Bezug auf militärische Interventionen, Zugang zu strategischen Ressourcen.
Politik
Weaver definiert die Versicherheitlichung insofern als Problem, als sie die etablierte politische Ordnung untergraben könnte, die Prämissen für alle anderen Fragen verändern und insgesamt die Souveränität einer staatlichen bzw. politischen Einheit bedrohen könnte. Zugespitzt geht es in diesem Kontext um das Überleben einer politischen Einheit als souveränem Staat.
Wirtschaft, Finanzen
Gesellschaft – Problem der Migration, Fragen von Identität
Es geht z. B. um die Frage, ob und wie Migration nach Europa als Sicherheitsproblem wahrgenommen wird, und ob die Migrationsbewegungen Auswirkungen auf den europäischen Einigungsprozess haben. Teilnehmer an der Debatte sind außer Politikern, politischen Parteien und Technokraten, auch soziale Bewegungen, social media, Nichtregierungsorganisationen.
Umwelt – Klimawandel
verstanden nicht nur als Bedrohungsszenarium intakter Naturräume, sondern deren Auswirkung auf die Nationalstaatlichkeit und politische Unabhängigkeit

Die Versicherheitlichung des Klimawandels als akute Bedrohung der nationalen und internationalen Sicherheit kann beispielsweise militärische Gegenmaßnahmen (z. B. Grenzschutz, Interventionen) legitimieren und den Blick auf notwendige Vermeidungen von CO2-Emission verstellen.